# Schweizer Filmpreis 2019

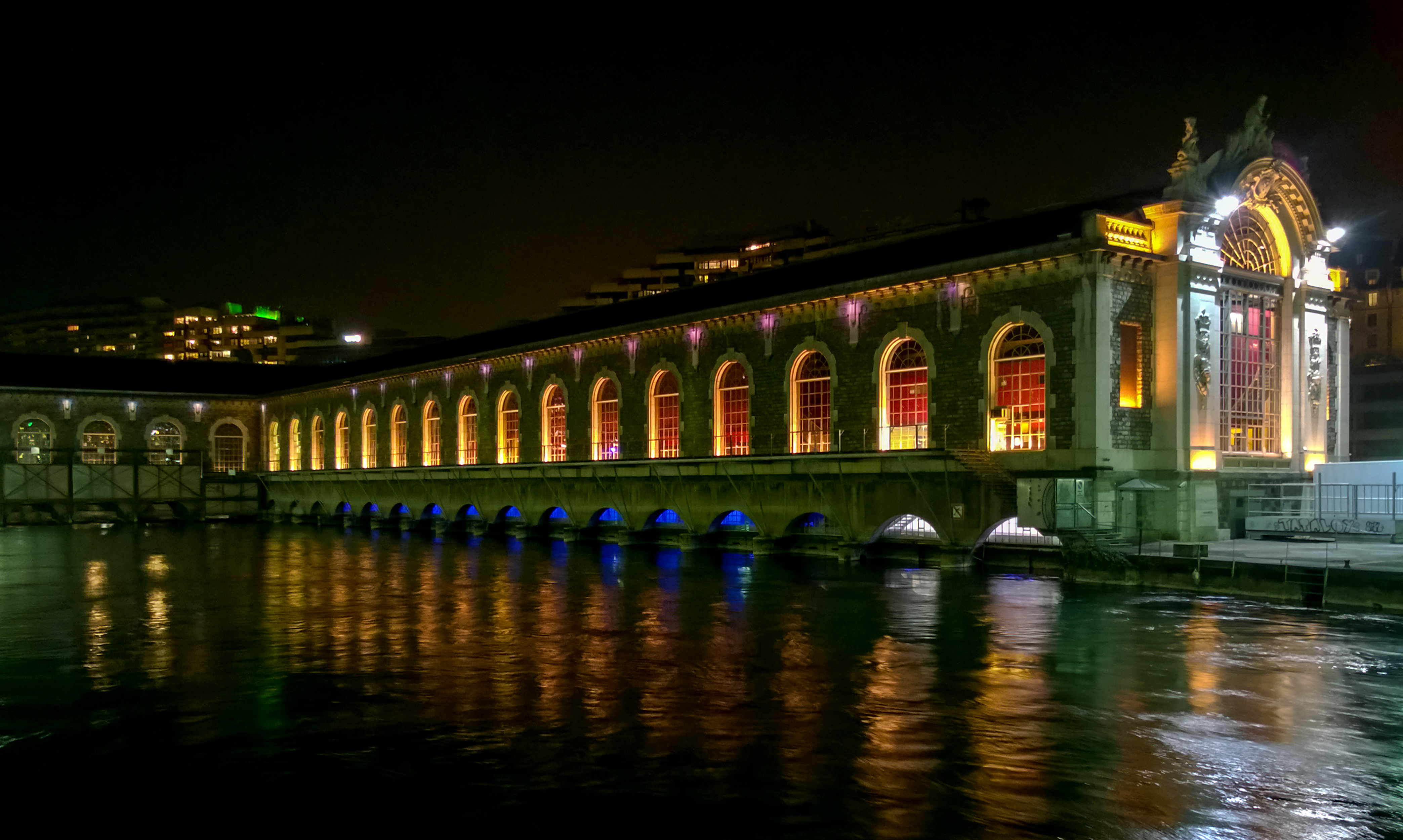
Das Bâtiment des Forces Motrices

Die 22. Verleihung der Schweizer Filmpreise fand am 22. März 2019 im Bâtiment des Forces Motrices in Genf statt. Ausgezeichnet wurden Filme des Jahres 2018 in insgesamt 12 Kategorien, die Nominierungen wurden am 30. Januar 2019 im Rahmen der Solothurner Filmtage bekanntgegeben. Zusätzlich wurden ein Spezial- und ein Ehrenpreis vergeben.
Am erfolgreichsten waren Der Preis der Arbeit und Chris the Swiss, die in jeweils drei Kategorien siegreich waren. Die mit fünf Nominierungen als Favorit gehandelte Komödie Wolkenbruch von Michael Steiner, kommerziell erfolgreichster Schweizer Film des Jahres 2018, konnte lediglich den Preis für den besten Hauptdarsteller (Joel Basman) gewinnen.

## Preisträger und Nominierte

### Bester Spielfilm
- Der Preis der Arbeit (Ceux qui travaillent) – Regie: Antoine Russbach
  - Der Läufer – Regie: Hannes Baumgartner
  - Der Unschuldige – Regie: Simon Jaquemet
  - Fortuna – Regie: Germinal Roaux
  - Wolkenbruchs wunderliche Reise in die Arme einer Schickse – Regie: Michael Steiner

### Bester Dokumentarfilm
- Chris the Swiss – Regie: Anja Kofmel
  - Eldorado – Regie: Markus Imhoof
  - Female Pleasure – Regie: Barbara Miller
  - Genesis 2.0 – Regie: Christian Frei und Maxim Germanowitsch Arbugajew
  - Immer noch Frau (Les dames) – Regie: Stéphanie Chuat und Véronique Reymond

### Bester Kurzfilm
- All Inclusive – Regie: Corina Schwingruber Ilić
  - Bacha Posh – Regie: Katia Scarton-Kim
  - Bonobo – Regie: Zoel Aeschbacher
  - Schächer – Regie: Flurin Giger
  - Valet noir – Regie: Lora Mure-Ravaud

### Bester Animationsfilm
- Selfies – Regie: Claudius Gentinetta
  - Coyote – Regie: Lorenz Wunderle
  - The Flood Is Coming – Regie: Lorenz Wunderle

### Bestes Drehbuch
- Antoine Russbach für Der Preis der Arbeit (Ceux qui travaillent)
  - Simon Jaquemet für Der Unschuldige
  - Thomas Meyer für Wolkenbruch

### Beste Darstellerin

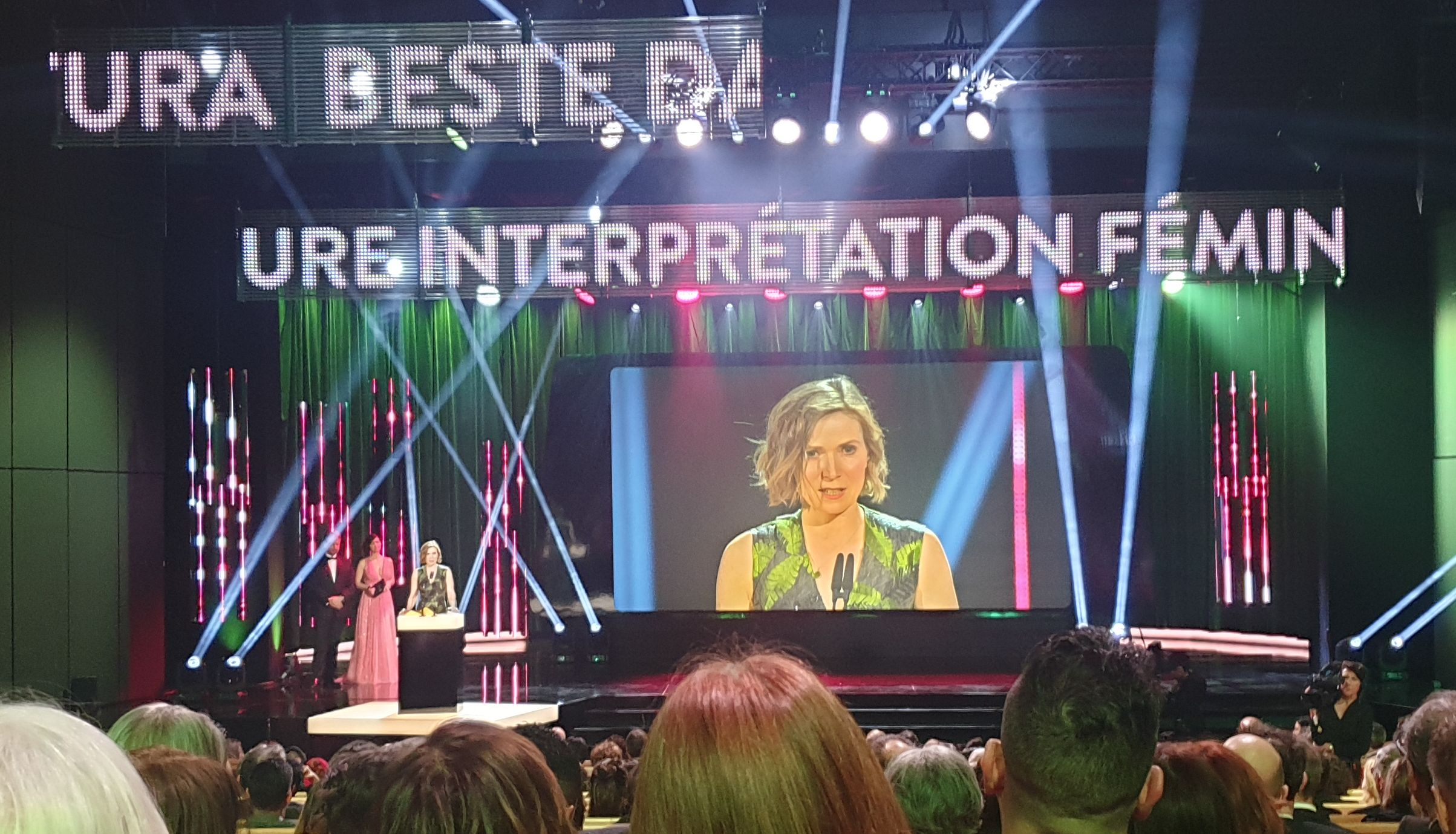
Judith Hofmann bei der Preisübergabe

- Judith Hofmann in Der Unschuldige
  - Julia Föry in Pearl
  - Sarah Sophia Meyer in Zwingli

### Bester Darsteller

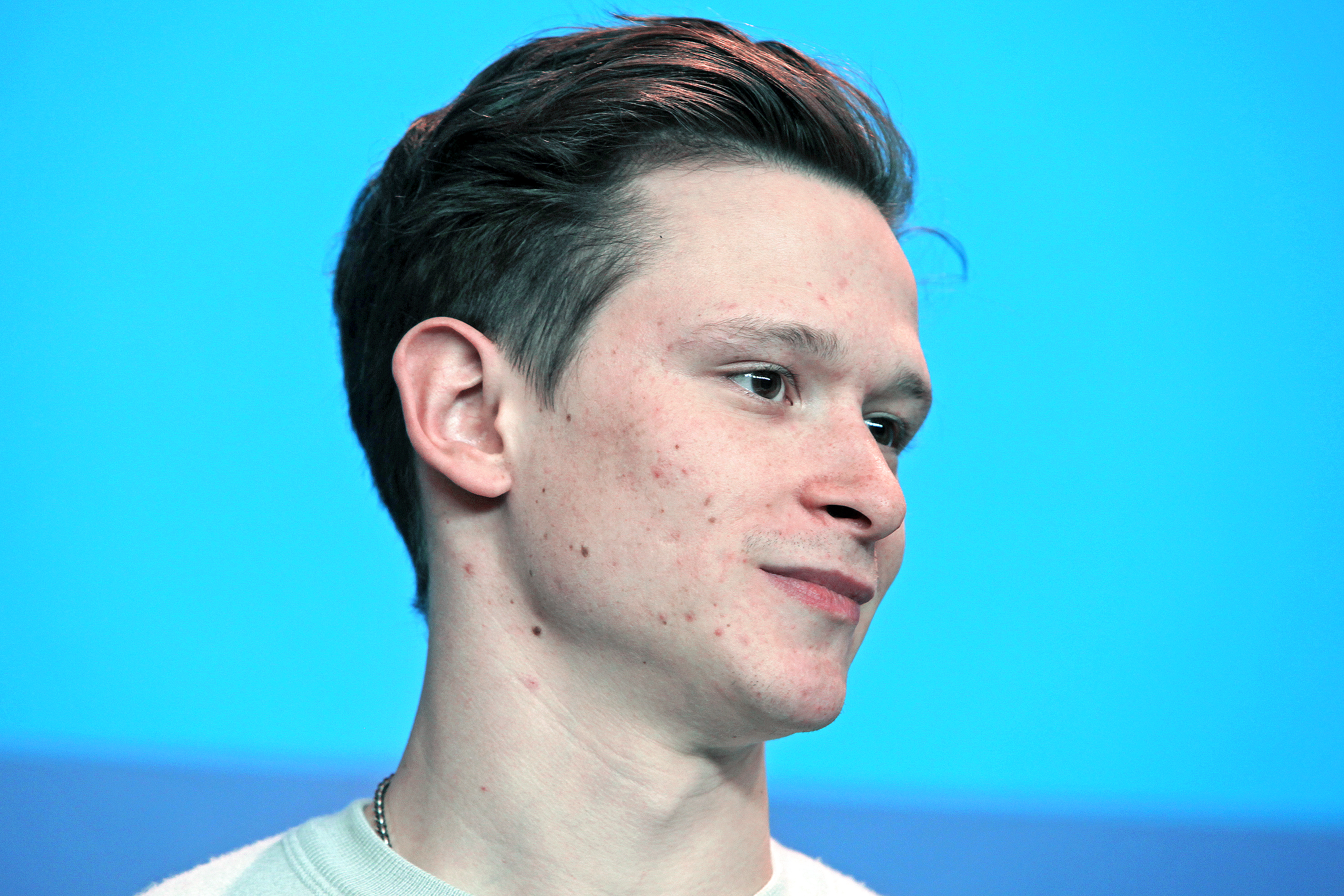
Joel Basman (2015)

- Joel Basman in Wolkenbruchs wunderliche Reise in die Arme einer Schickse
  - Max Hubacher in Der Läufer
  - Max Simonischek in Zwingli

### Beste Nebenrolle
- Pauline Schneider in Der Preis der Arbeit (Ceux qui travaillent)
  - Sunnyi Melles in Wolkenbruchs wunderliche Reise in die Arme einer Schickse
  - Noémie Schmidt in Wolkenbruchs wunderliche Reise in die Arme einer Schickse

### Beste Filmmusik
- Marcel Vaid für Chris the Swiss
  - Peter Scherer für Eldorado
  - Peter Scherer für Female Pleasure

### Beste Kamera
- Peter Indergand für Eldorado
  - Denis Jutzeler für Der Preis der Arbeit (Ceux qui travaillent)
  - Gabriel Sandru für Der Unschuldige

### Beste Montage
- Stefan Kälin für Chris the Swiss
  - Isabel Meier für Female Pleasure
  - Jean-Luc Godard für Bildbuch (Le Livre d'image)

### Bester Abschlussfilm
- Wendy Pillonel für Les Heures-Encre
  - Lisa Gertsch für Fast Alles
  - Andreas Muggli für Hamama & Caluna

### Spezialpreis der Akademie
- Monika Schmid und Su Erdt für Kostüm und Szenenbild im Film Zwingli

### Ehrenpreis
- Beki Probst